# Baitus Sami Moskee
De Baitus Sami Moskee (Duits: Sami-Moschee, Engels: House of The Hearer) ligt in de Duitse stad Hannover in de deelstaat Nedersaksen.
De Baitus Sami is de eerste en momenteel enige moskee in Hannover met een koepel en een 18 meter hoge minaret. De moskee werd gebouwd voor de Ahmadiyya-beweging. Het moskeegebied heeft een oppervlakte van ongeveer 2.800 m², met ruimte voor 700 gelovigen. Het ligt in een straat in een industrieel gebied, buiten de woonwijken. Het werd in augustus 2008 ingewijd door de kalief van de gemeenschap, Mirza Masroor Ahmad. De bouw van de moskee werd tegengewerkt door veel lokale mensen, met soms gewelddadige protesten.